# Renfe série 355
La société Talgo ne participe pas au concours pour la fourniture des rames à grande vitesse de l'AVE Madrid-Séville, en 1988, faute de pouvoir présenter un matériel capable de circuler à la vitesse de 250/300 km/h. Mais la firme espagnole ne baisse pas les bras et lance un vaste programme de recherche sur le sujet, où elle investira jusqu'à 5 milliards de pesetas. Cela aboutit d'abord à la mise au point d'une nouvelle suspension, essayée théoriquement jusqu'à 500 km/h. au banc d'essai de Munich en 1990. Elle est ensuite testée en condition réelle sur la ligne AVE, en avril 1994, et atteint une vitesse de 303 km/h. La composition expérimentale est ensuite envoyée en Allemagne et atteint la vitesse maximale de 360 km/h sous caténaire, entre Göttingen et Hanovre.
Fort de cette nouvelle technologie, Talgo participe au concours Intercity 2000 organisé par la Renfe pour la fourniture de nouvelles automotrices capables d'assurer des services diurnes à la vitesse de 220 km/h.
Talgo propose une rame indéformable composée de six voitures pendulaires à écartement variable encadrées par deux locomotives électriques fournies par le consortium Siemens/Krauss-Maffei. Bien que cette proposition ne soit pas retenue par la Renfe, les services de recherche de Talgo ne se découragent pas et retiennent ce concept.
Un accord est conclu avec Krauss-Maffei pour la construction des motrices, qui sont à présent en traction diesel, Talgo n'excluant cependant pas leur remplacement ultérieur par des motrices électriques. Il s'agit de mettre au point une rame capable de circuler sur la totalité du réseau européen, et Talgo étudie un bogie moteur à écartement variable qui va donner naissance au BT ou Bogie Talgo. Tout ceci va déboucher sur un prototype totalement novateur.

## Le premier train pendulaire autopropulsé à écartement variable du monde
Talgo constitue sa nouvelle rame à partir de caisses de Talgo VII capables d'atteindre 220 km/h sur les deux écartements. Les futures compositions doivent comprendre entre 8 et 12 caisses. La première motrice est construite à Munich, la seconde dans les usines Talgo de Rivabellosa. Capables d'atteindre 200 km/h. en service commercial, elles sont équipées d'un bogie moteur à l'avant seulement, l'unique essieu porteur arrière étant partagé avec la première remorque. Elles embarquent également le groupe électrogène destiné à l'alimentation électrique de la rame. Le moteur diesel, à quatre temps et 12 cylindres en V, est équipé du système d'injection Common Rail
La BT 001 "Virgen del Rocio" arrive à Aravaca avec quelque retard le 10 octobre 1998. Elle commence les essais dès le 19, mais avec un bogie en voie large. Le train d'essai est composé de la BT 001, d'une remorque laboratoire, d'un fourgon-atelier de queue Talgo IV, et de la locomotive 353-002. Durant une semaine, les essais dynamiques ont lieu entre Aravaca et Pinar de las Rozas. À la fin de ces essais, la BT 001 reçoit une partie de sa future composition, à savoir une caisse Preferente, une Turista, une Cafeteria, et un fourgon générateur de queue, et gagne le centre Talgo de Las Matas. Elle part ensuite à Barcelone où elle est exposée. Talgo, qui pensait initialement baptiser ces rames TALGO 300, retient finalement l'appellation de TALGO XXI.
La Renfe commence à réfléchir à une éventuelle utilisation de ces rames sur des services de navettes en Andalousie, en correspondance avec la ligne AVE.
De retour à Las Matas', une nouvelle composition est formée avec la BT 001 et cinq remorques. Le 9 décembre 1998, elle procède à des essais du système antiblocage et est ensuite envoyée à Albacete pour tester son comportement à grande vitesse. Le 11 décembre, la vitesse de 210 km/h. est atteinte entre La Roda et Villarrobledo. Au printemps 1999, la BT 001 reçoit enfin le nouveau bogie BT à écartement variable et part poursuivre la campagne d'essais en Andalousie. Le 3 avril 2000, après réception de la BT 002 "Virgen de los Reyes", la rame complète effectue son premier voyage entre Atocha et Puente Genil, via la ligne AVE et l'échangeur de Cordoue-Valchillon.

## Une nouvelle carrière sous les couleurs duGIF
En février 2002, la rame Talgo XXI est rachetée par le GIF qui compte la transformer en deux rames d'essais pour les lignes AVE. En configuration définitive, chaque rame doit être composée d'une unité motrice 355, de deux remorques à un essieux, et d'une remorque de queue équipée d'un poste de conduite et d'un pantographe d'auscultation. Dans un premier temps, l'ensemble est repeint aux couleurs du GIF (bleu avec filets jaunes en bas de caisse) et les motrices reçoivent de nouveaux numéros UIC dans la série 355. Elles reçoivent également de nouveaux noms de baptême, "Virgen del Pilar" et "Virgen de Montserrat".
La composition initiale est conservée pour les premiers essais, prévus entre Olmedo et Medina del Campo, ce qui permet de disposer d'une puissance supérieure à 2 200 kW et de dépasser les 240 km/h. Le 10 mai 2002, la vitesse de 244 km/h est atteinte sur cette section, mais ce record n'est pas homologué. Le 12 juin 2002, la vitesse de 256,385 km/h. est atteinte entre Bujaraloz et Balmanya. Cette fois, ce nouveau record mondial en traction diesel est homologué, et détrône l'ancien record détenu par le HST britannique depuis 1987.